# The Riddler Revenge
The Riddler Revenge ist eine Zamperla Giant Discovery Frisbee, die die Fahrer im Six Flags Over Texas pendeln lässt. Die Eröffnung fand am 28. Mai 2016 statt.

## Geschichte
Am 3. September 2015 gab Six Flags Over Texas die Erweiterung des Gotham City-Bereichs um drei neue Fahrgeschäfte bekannt. Eines dieser Fahrgeschäfte ist The Riddler Revenge. The Riddler Revenge ist eine Frisbee Giant Discovery des italienischen Herstellers Zamperla.
The Riddler Revenge wurde 2016 eröffnet.

## Fahrt
Der riesige Kreis schwingt in einer Pendelbewegung und wechselt dabei zwischen Drehungen im und gegen den Uhrzeigersinn. Am höchsten Punkt der Schwingung erreichen die Fahrgäste eine Höhe von 45 m über dem Boden und erleben Schwerelosigkeit. The Riddler Revenge ist 27 m hoch, erreicht aber bei voller Schwingung eine Höhe von 45 m mit einem Winkel von 120 Grad vom Mittelpunkt. Aufgrund mehrerer Probleme mit häufig durchgebrannten Motoren hat der Park die maximale Höhe der Schwingung jedoch auf nur noch etwa 90 Grad vom Mittelpunkt reduziert. Die Pendelbewegung trieb die Fahrgäste früher mit 112 m hin und her. Jetzt ist die Höchstgeschwindigkeit reduziert, da die Schwingung nicht mehr 120 Grad beträgt.